# 법치주의
법치주의(法治主義, 영어: rule of law, nomocracy)는 사람이나 폭력이 아닌 법이 지배하는 국가원리, 헌법원리이다. 공포되고 명확하게 규정된 법에 의해 입법부, 사법부, 행정부를 포함한 모든 국가권력을 제한·통제함으로써 자의적인 지배를 배격하는 것을 핵심으로 한다. 법치주의의 근원적 이상은 통치자의 자의에 의한 지배가 아닌 합리적이고 공공적인 규칙에 의한 지배를 통해 공정한 사회협동의 체계를 확보하려는 데에 있다. 사회 내 특정 세력이 다른 세력들을 압도할 만한 힘을 가지지 못한 상황에서 법의 지배는 부각되고 정치행위 주체들은 법에 의거해 갈등을 해결하려 한다. 사상적 연혁에 따라 법의 지배(Rule of Law)나 법치국가(Rechtsstaat) 원리로도 불린다.

## 법치주의 사상의 전개
현대적 의미의 법치주의 사상은 주로 서구에서 전개되었고 근대 이후 전 세계로 확산되어 많은 나라에서 통치 원리, 국가 원리로 기능하고 있다. 서양 외의 다른 지역에서도 법을 통한 통치와 법의 중요성이 논의되어 왔으나 오늘날 구현된 법치주의 원리와는 차이가 있다. 사무엘 헌팅턴은 《문명의 충돌》에서 법치를 다른 문명과 구별되는 서구 문명의 특성으로 파악한다.

### 고대 그리스
오늘날의 법치주의 사상은 고대 그리스의 플라톤(Plato)의 법사상에 기원을 두고 있다. 플라톤은 그의 저서 《법률》(Laws)에서
| “ | 법이 정부의 주인이고 정부가 법의 노예라면 그 상황은 전도유망하고, 인간은 신이 국가에 퍼붓는 축복을 만끽할 것입니다. | ” |
|   | — Plato (1997). 〈Laws〉. John M. Cooper. 《Plato: Complete Works》. Indianapolis: Hackett. 1402(715 d)쪽.,         |   |

라고 하여 누구라도 법의 지배하에 있을 것을 주장했다. 그는 철인에 의한 지배가 이상적이지만 법의 지배는 차선 가운데 가장 뛰어난 것으로 평가했다. 아리스토텔레스는 플라톤의 사상을 이어받아 법의 지배 사상을 강조했으며, 가장 훌륭한 사람일지라도 욕망의 지배를 받을 수 있기 때문에 법으로 하여금 지배하게 하는 것이 낫다고 주장했다. 그는 법의 지배를 “욕망없는 이성의 지배”로 규정했다.
고대 그리스 아테네에서 법치는 ‘isonomia’로 집약될 수 있다. 이는 개혁정치가 솔론이 확립하고 정치적 전통에 의해 계승된 정체로서, 모든 사람에게(단 자유인인 남성) 법은 평등하게 공히 적용되고 공포된 법규에 의해 법적 안정성이 확보되는 정체를 의미한다. 그때그때에 형성되는 다수의 의사조차도 법 아래 있는 것으로 평가한다. 그리스의 법치는 로마로 건너가 법치주의는 더욱 체계화된다.

### 법의 지배
고대 그리스에서 싹트고 로마에서 체계화된 법치 사상은 영국에 전래되어 법의 지배론, 법의 우위론으로 전개되었다. 이른바 행정권이 법에 따라 행사되어야 한다는 사상·원칙. 사람의 지배, 권력의 지배의 대어(對語)로의 법의 지배(Rule of Law)이다. 지배자의 자의적인 권력 행사를 통제하기 위해 마그나 카르타, 권리청원, 권리장전이 제정되어왔으며, 17세기에 와서는 에드워드 코크가 군주 대권의 절대적 우위를 반대하고 보통법(common law)의 우월성을 주장하는 법지상주의(法至上主義)를 주창하였다. 코크는 “왕이라 하더라도 신(神)과 법 밑에 있다.”라고 말한 플래크톤의 말을 원용(援用)하여 이것을 제임스 1세에게 인정케 했다. 명예혁명 이후 법의 지배는 국가의 통치 원리로 확실히 자리 매김하게 되었으며, 앨버트 다이시에 의해 이론적으로 뒷받침되었다. 영국에서 전개된 법의 지배론은 미국으로 건너가 국가 원리로 역시 기능하였고 사법권의 우위론으로 전개되었고 연방대법원의 위헌 법률 심사권을 인정하기에 이른다.
또한 현대에서는 국가 목표가 사회복지의 증진을 목표로 하여(복지국가) 행정권의 확대를 수반하게 된 결과 종래의 법의 지배의 기능과 그 존재 의의에 대하여 많은 비판이 나오고 있다.

### 법치국가론
독일에서 전개되는 법치주의 사상은 이른바 법치국가론이었다. 법치국가는 경찰국가나 관료국가에 대비되는 국가원리이다. 오토 마이어는 법률우위의 원칙을 주창하며 행정의 법률적합성을 기반하는 국가가 법치국가라고 하였다. 칼 슈미트는 “법치국가는 국가권력의 제한과 통제의 원리로서 시민적 자유의 보장과 국가권력의 상대화체계를 구성요소로 한다”라고 하였다.

#### 법치국가
법치국가(法治國家)를 광의로 해석하면 그 통치 권력이 법에 따라 행사되는 국가 체제를 뜻하지만, ‘법에 따라서’라는 메르크말의 다의성(多義性)에 대응하여 역사적으로 여러 가지 다른 내용과 형식을 가졌었다.
독일에 있어 법치국가는 우선 자유주의의 영향 아래에서 국가의 활동을 법질서의 유지와 개인권(個人權)의 보장에 한정하는 요구(실질적 법치국 사상)로서 나타났었다. 이어서 이러한 요구가 사회적 현실에서 보아 실현이 불가능하기도 하며 의회의 입법 참여의 실현에서 보아 불필요하게도 된 까닭에 법치국가 사상은 의회의 참여 아래 제정된 법률에 의해 행정을 구속한다는 의미로 전화(轉化)되었다. 따라서 권력분립이 정해지고, 국민의 권리·자유를 침해하는 행정이 법률에 기하여 행하여지고, 이 행정의 법률 적합성을 재판에 의해 보장하는 제도가 설치되어 있으면 ‘법치국’이 실현되고 있다고 생각되었다.
그러나 법치국 체제를 외견적으로나마 유지하면서 불법의 체계를 만들어낸 나치스의 독재를 경험하여, 제2차 세계대전 후의 독일에서는 재차 법치국가가 실질적으로 이해되어 법치국이기 위해서는 형식적 법치국 사상이 요구하는 여러 요건에 더하여 법의 최고가치인 인간의 존엄을 보장하기 위하여 불가결한 제도, 예를 들면 직접으로 국가 권력을 구속하는 것으로서의 기본권의 보장, 법원에 의한 법령의 합헌성(合憲性)의 심사, 기본권의 침해에 대한 일반국민으로부터의 헌법소원(憲法訴願) 등이 존재하지 않으면 안 되게 되었다.

### 동양의 법치사상
동양에서는 법의 중요성과 법에 의한 통치를 강조한 법가가 있다. 예를 들어, 법가의 서적인 《한비자(韓非子)》〈유도(有度)〉편에서
奉法者強 則國強; 奉法者弱 則國弱.(법을 받드는 것이 강하면 강한 나라가 되고, 법을 받드는 것이 약하면 약한 나라가 된다.)

法不阿貴, 繩不撓曲. 法之所加, 智者弗能辭, 勇者弗敢爭. 刑過不避大臣, 賞善不遺匹夫.(법은 귀족을 봐주지 않는다. 먹줄이 굽지 않는 것과 같다. 법이 시행될 때에 지자도 이유를 붙일 수 없고 용자도 감히 다투지 못한다. 과오를 벌할 때에 대신도 피할 수 없으며, 선행을 상 줄 때에 필부도 빠트리지 않는다.)

에서 알 수 있듯이, 신분의 귀천과 지위의 고하를 가리지 않고 누구나 법앞에 평등함과 법의 엄정성을 강조했다. 또한 동양의 정치원리는 유학이 지배적이었지만 국가권력의 발동의 기저에는 법치적 사상이 일정 토대를 이루고 있었다.

## 법치주의의 내용

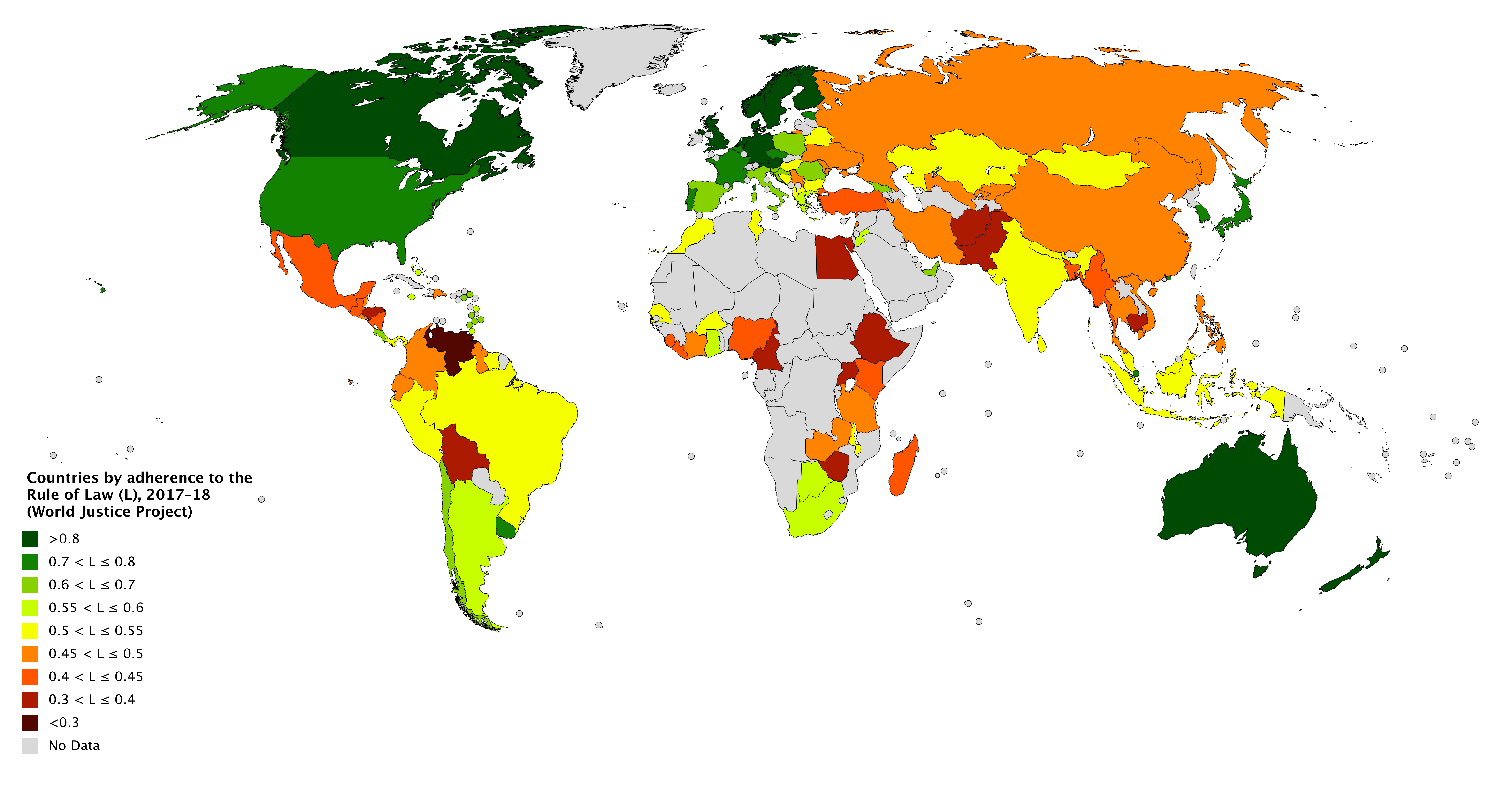
전 세계 법치주의 지수(2017 - 18). 녹색에 가까울수록 법치주의의 실현도가 높으며 적색에 가까울수록 그러하지 않다.

법치주의의 구체적 내용에 대해서는 시대적 연원, 사상적 전개에 따라 견해가 나뉘고 있다. 법치주의의 정의(定義)에 대해서도 각자가 처한 시각과 입장에 따라 매우 다양하게 규정되는 것과 맥락을 같이 한다. 다만 현대 법치국가에서 공통적으로 확인할 수 있는 내용은 대략적으로 다음과 같다.
- 기본권의 보장
- 적법절차의 원리
- 권력분립
- 위헌법률심사제도
- 포괄적 위임입법의 금지
- 행정의 합법률성
- 공권력 행사에 대한 예측가능성과 신뢰보호의 원칙

## 형식적·실질적 법치주의
국왕의 절대권력을 견제하기 위한 이념과 제도로 법치주의가 발전하여 왔으며 시민혁명의 촉발로 서구 근대국가의 기본적 틀로 자리매김하게 되었다. 부르주아 세력은 국왕을 절대 권좌에서 끌어내리고 부르주아가 중심으로 구성된 의회의 의사로 구현된 법을 그 권좌 위에 올려놓았다. 이제 행정과 사법은 의회가 제정한 법 그대로의 소임을 다 해야하는 역할이 부여되었다. 따라서 의회가 적법한 절차를 거쳐 법을 제정하기만 했다면 그 법의 목적이나 내용은 문제삼을 수 없으며 법치주의는 형식적인 통치원리로서 인식되었는데 이를 형식적 법치주의라고 한다. 그러나 형식적 법치주의는 의회를 장악한 다수의 횡포나 대중을 선동하여 등장한 독재자의 전제를 전혀 견제할 수 없었고 오히려 형식적 통치원리로서의 법치주의가 권력자의 통치권을 강화하는 데 일조하는 역기능을 낳고 말았다. 마틴 루서 킹 목사가
| “ | 히틀러의 만행이 당시 합법이었다는 것을 잊지 말아야 합니다(Never forget that everything Hitler did in Germany was legal). | ” |
|   | — Martin Luther King, Jr. quotes, Thinkexist.com.                                                                        |   |

라고 말한 것은 이 형식적 법치의 문제점을 단적으로 지적한 것이다.
형식적 법치주의의 패배는 바로 이 히틀러의 나치 독일에서 극적으로 나타났는데 법을 오직 통치의 수단으로서만 이용하고 개인의 자유와 권리를 탄압하는 법률적 불법(Gesetzliches Unrecht)의 탄생을 낳았다. 파시즘이 2차 대전에서 몰락하고 형식적 법치주의는 이른바 실질적 법치주의에게 자리를 내주게 된다. 실질적 법치주의는 공권력의 행사가 법률에 기초를 두고 있다고 할지라도 법률 그 자체의 내용이 정당하지 않는다면 이는 법치주의를 벗어나는 외견적 법률주의에 불과하다고 한다. 따라서 인간의 존엄을 바탕에 두고 기본권을 보장하며 실질적 평등을 추구하는 내용을 담은 법률이 전제되는 법치주의가 실질적 법치주의이다. 요컨대, 형식적 법치주의는 합법성에만 초점을 두었다면 실질적 법치주의는 합법성과 더불어 정당성에도 초점을 두는 원리이다. 제2차 세계 대전 이후 실질적 법치주의의 득세로 대부분의 국가는 헌법의 규범력을 강화하고 위헌법률심사제도를 구축함으로써 단순한 법의 지배이 아닌, “정당한” 법의 지배를 꾀하고 있다.
이로써 선거를 거쳐 형성된 다수 세력의 정치적 의사로 확립된 법률들이 소수의 법관(대법원의 판사나 헌법재판소의 재판관)들에 의하여 무효화되는 사례가 적지 않게 되었다. 이런 사례들이 나타나면서, 헌법재판소(또는 대법원)의 권한 및 그 범위에 대한 논쟁, 민주주의와 법치주의의 충돌과 조화 문제, 통상 보수 성향을 가진 법관의 구성 논쟁, 정치의 사법화(judicialization of politics)와 사법의 정치화 문제, 사법적극주의와 사법소극주의의 대립 등 여러 논의들이 있어왔고 진행 중이다.
대한민국의 경우, 근대적 법체계가 도입되기 이전부터 법의 실질을 요구하는 법문화가 형성되어 있었다. 조선시대의 예법일치(禮法一致) 사상이 바로 그것이다. 광복 이후 근대적 사법체계가 도입된 이래 형식적 법치주의의 기틀조차 탄탄하지 못하여 법의 형식성 측면에서 부족한 법제도와 법문화를 드러냈다. 실질의 측면에서도 군부 독재를 거치면서 행정부 우월의 삼권분립이 형성되었고 사법부의 힘이 상대적으로 약했으며 헌법의 규범력은 약한 편이었다. 실제로 박정희 정권 때, 국가배상법 등에 대한 위헌판결에서 위헌의견에 가담한 대법원판사들이 법관재임용과정에서 전원탈락하였고 그 법률이 헌법에 들어가는 일도 있었다. 그러나 군부 독재 안에서도 형식적·실질적 법치주의의 구현을 위하여 노력한 법률가와 일반 국민이 있어 왔고 6·10 민주항쟁이후 민주헌정 시대로 접어들면서 헌법의 규범력이 강화되고 사법부의 독립성이 제고되었으며 독재자 1인의 지배가 아닌 민주적 토론과 절차를 통해 도출된 법의 지배가 한층 강화되었다. 제6공화국부터 설치된 헌법재판소는 법률의 위헌 여부를 심사하여 기본권의 보장과 헌법적 가치의 실현을 위해 노력 중이다. 한편, 노무현 탄핵 사태와 신행정수도 사건와 같은 정치적인 사건에서 헌법재판소의 역할이 부각되면서, 정치의 사법화 논쟁과 헌법재판소의 역할과 권한 등이 열띠게 논의되었다.

## 법치주의의 수명자
법치주의는 규범화된 질서적 체계 또는 원리이며 따라서 규범에 대응하는 수범자가 있기 마련이다. 국가공무원을 포함하는 국가권력이 법치주의의 수명자인 것은 법치주의의 이념과 연원상 당연하다고 할 수 있다. 그렇다면 일반 국민도 법치주의의 수명자인지에 대해서는 견해가 나뉘고 있다. 이에 대해 국가권력을 수명자로 하는 법치주의를 협의의 법치주의로, 일반 국민도 수명자로 포괄하는 법치주의를 광의의 법치주의로 파악하는 견해가 있다. 한편, 광의의 법치주의는 법준수의무로 풀이될 수 있으므로 국가공무원을 수명자로 하는 협의의 법치주의만 법치주의에 해당한다고 보는 견해가 있다. 그리고 법준수의무는 법규범 자체의 당연한 요청이므로 법치주의에는 (무조건적 복종이 아닌 계몽된) 법준수의무가 내용에 포함된다고 보는 견해도 있다.
학설휘찬으로 유명한 울피아누스가 "황제는 법에 구속되지 않는다"고 주장한 이래, 오래된 전세계의 불문헌법으로는, 국가원수는 법치주의를 적용받지 않는다.

## 법의 지배와 법에 의한 지배
법치주의, 즉 법의 지배(rule of law)를 법에 의한 지배(rule by law)와 분별하는 견해에서 법의 지배가 갖는 결정적인 특징은 바로 법이 최고의 권력을 가진 자도 구속한다는 점이다. 법에 의한 지배는 법을 통치자의 의사를 실현하는 단순한 수단에 불과한 도구로 전락시키는 것으로 법치주의의 진정한 의미와는 다르다. 법과 왕을 동의어로 생각했던 것도 법에 의한 지배의 다른 표현이었다. 따라서 엄격한 법집행과 법준수 의무의 강조로만 법치주의를 온전히 설명할 수 없으며 법의 지배에는 최고의 권력자나 실력자도 법 위에 설 수 없다는 내용이 들어가야 한다.

## 법치행정
행정법상에서 논의되는 법치주의는 법치행정으로 연결지어진다. 법치행정의 3원칙으로는 법률의 법규창조력, 법률우위의 원칙, 법률유보의 원칙이 있다. 법률의 법규창조력이란, 의회가 정립하는 법률만이 법규로서의 구속력을 가진다는 의미이다. 법률우위의 원칙은 소극적으로 법률에 위반하는 행정작용의 금지를 뜻한다. 즉, 법률에 위반되는 행정작용은 금한다. 법률유보의 원칙은 적극적으로 법률을 행정권의 발동요건으로 한다. 즉, 법률에 근거를 둔 행정작용만이 허용된다. 법률우위의 원칙은 행정법 전영역에 예외없이 적용되나, 법률 유보의 원칙에 대해서는 행정작용의 성격에 따라 여러 학설이 대립한다. 법률유보의 원칙의 의미는 행정권을 발동할 때에 작용법상의 근거가 있어야 한다는 것을 의미한다. 대표적으로 침해유보설, 권력행정유보설, 급부유보설, 중요사항유보설 등이 있다.

## 대한민국의 판례
| “ | 우리 헌법은 국가권력의 남용으로부터 국민의 기본권을 보호하려는 법치국가의 실현을 기본이념으로 하고 있고… | ” |
|   | — 헌재 1992. 4. 28. 90헌바24, 판례집 4, 225, 230.                                                        |   |

| “ | 민주법치국가에서 모든 행정(과 재판)이 법률에 근거를 두어야 하며… | ” |
|   | — 헌재 1990. 9. 3. 89헌가95, 판례집 2, 245, 267.                 |   |

| “ | 우리 헌법은 국가권력의 남용으로부터 국민의 기본권을 보호하려는 법치국가의 실현을 기본이념으로 하고 있고 그 법치국가의 개념에는 헌법이나 법률에 의하여 명시된 죄형법정주의와 소급효의 금지 및 이에 유래하는 유추해석금지의 원칙 등이 적용되는 일반적인 형식적 법치국가의 이념뿐만 아니라 법정형벌은 행위의 무거움과 행위자의 부책에 상응하는 정당한 비례성이 지켜져야 하며, 적법절차를 무시한 가혹한 형벌을 배제하여야 한다는 자의금지 및 과잉금지의 원칙이 도출되는 실질적 법치국가의 실현이라는 이념도 포함되는 것이다. | ” |
|   | — 헌재 2002. 11. 28. 2002헌가5, 판례집 14-2, 600, 606. |   |

| “ | 대통령에게 초헌법적인 국가긴급권을 부여하고 있는 국가보위에관한특별조치법은 헌법을 부정하고 파괴하는 반입헌주의, 반법치주의의 위헌법률이다. | ” |
|   | — 헌재 1994. 6. 30. 92헌가18, 판례집 6-1, 557, 569.                                                                                         |   |

| “ | 법치국가원리의 한 표현인 명확성의 원칙은 기본적으로 모든 기본권제한입법에 대하여 요구된다. 규범의 의미내용으로부터 무엇이 금지되는 행위이고 무엇이 허용되는 행위인지를 수범자가 알 수 없다면 법적 안정성과 예측가능성은 확보될 수 없게 될 것이고, 또한 법 집행 당국에 의한 자의적 집행을 가능하게 할 것이기 때문이다. | ” |
|   | — 헌재 2002. 1. 31. 2000헌가8, 판례집 14-1, 1, 8. |   |

| “ | 법치국가원리의 한 표현인 명확성의 원칙은 기본적으로 모든 기본권제한입법에 대하여 요구된다. 규범의 의미내용으로부터 무엇이 금지되는 행위이고 무엇이 허용되는 행위인지를 수범자가 알 수 없다면 법적 안정성과 예측가능성은 확보될 수 없게 될 것이고, 또한 법집행 당국에 의한 자의적 집행을 가능하게 할 것이기 때문이다. 법문언이 법관의 해석을 통해서 그 의미내용을 확인해낼 수 있고, 그러한 해석이 해석자의 개인적인 취향에 따라 좌우될 가능성이 없다면 명확성의 원칙에 반한다고 할 수 없다. | ” |
|   | — 헌재 2012.5.31. 2009헌마705 |   |

## 같이 보기
- 법
- 법 앞에 평등
- 에드워드 코크
- 앨버트 다이시